# Toma Nikiforov
Toma Nikiforov (Brussel, 25 januari 1993) is een Belgisch judoka van Bulgaarse origine. 

## Biografie
Nikiforov werd geboren in de Belgische hoofdstad Brussel uit een gezin van Bulgaarse origine. Op zestienjarige leeftijd won hij goud op het Europees Olympisch Jeugdfestival, en in 2010 zilver op de Olympische Jeugdspelen. In 2016 nam hij deel aan de Olympische Zomerspelen, waarin hij werd uitgeschakeld in de derde ronde. In 2018 won hij voor het eerst de Europese titel.

## Palmares
Resultaten in de categorie -100kg tenzij anders vermeld.

2021
- EK

2018
- EK
- GS Jekaterinburg

2017
- GS Tokyo
- WK Open Klasse
- GS Abu Dhabi
- 7e WK
- GP Düsseldorf

2016
- EK

2015
- WK
- EK
- Europese Spelen

2014
- 5e EK
- Grand Prix van Havana
- World Cup van Madrid
- 3e ronde WK
- World Cup van Praag

2013
- 7e EK
- Europees kampioenschap -21jaar
- Wereldkampioenschap -21jaar

2012
- Belgisch kampioenschap
- Europees kampioenschap -20 jaar
- 5e Europa Cup Sarajevo
- Belgisch kampioenschap -20 jaar

2011
- 7e Wereldkampioenschap -20 jaar
- Europees kampioenschap -20 jaar

2010
- Olympische Jeugdspelen
- Belgisch kampioenschap -20 jaar

2009
- Wereldkampioenschap -17 jaar (-90kg)
- EYOD (-90kg)
- Europese kampioenschappen -17 jaar (-90kg)
- Belgisch kampioenschap -17 jaar (-90kg)